# Clusia paralicola
Clusia paralicola är en tvåhjärtbladig växtart som beskrevs av G. Mariz. Clusia paralicola ingår i släktet Clusia och familjen Clusiaceae. Inga underarter finns listade i Catalogue of Life.